# The Verdict (album)
The Verdict è il quindicesimo album in studio del gruppo musicale statunitense Queensrÿche, pubblicato nel 2019.

## Tracce
1. Blood of the Levant – 3:27 (Michael Wilton, Todd La Torre, Eddie Jackson)
2. Man the Machine – 3:50 (Wilton, La Torre, Jackson)
3. Light-years – 4:08 (Jackson)
4. Inside Out – 4:31 (Wilton, La Torre)
5. Propaganda Fashion – 3:36 (Jackson)
6. Dark Reverie – 4:23 (Parker Lundgren)
7. Bent – 5:58 (Jackson, La Torre, Lundgren)
8. Inner Unrest – 3:50 (Wilton, La Torre)
9. Launder the Conscience – 5:15 (Wilton, La Torre, Lundgren)
10. Portrait – 5:16 (Jackson, La Torre)

## Formazione
- Todd La Torre – voce, batteria
- Michael Wilton – chitarra
- Parker Lundgren – chitarra
- Eddie Jackson – basso, cori